# Periophthalmus
Periophthalmus is een geslacht van straalvinnige vissen uit de familie van de grondels (Gobiidae) en behoort daarmee tot de orde van baarsachtigen (Perciformes). De lengte van de verschillende soorten varieert van 15 tot 30 centimeter. Het dier kan tot acht jaar oud worden.

## Uiterlijk
De vissen hebben een stompe kop met een grondelvormig dus enigszins bol langgerekt lichaam. De ogen staan boven op de kop geplaatst en de borstvinnen staan laag aangezet en fungeren als standvoeten. Via kieuwen en haarvaten kunnen ze zowel op het land als in het water zuurstof inademen.

## Leefomgeving
De slijkspringers leven in brak water op het land en in de zee in vele delen van de wereld, van Afrika tot Australië en Zuidoost-Azië. Ze prefereren mangrovebossen, moerassen en zoute kustwateren waar ze op het land naar voedsel zoeken. De vissen kunnen prima in water zwemmen maar doen dit niet vaak. Door een flexibele ruggengraat kan de slijkspringer zijn rug krommen en daarmee sprongen maken van een halve meter en zo prooien vangen of van poel naar poel komen.

## Relatie tot de mens
Vooral de soort Periopthalmus barbarus wordt sporadisch gevangen voor commerciële aquaria maar is een moeilijk in gevangenschap te houden vis, want hij vereist een hoge luchtvochtigheid en warmte.

## Soorten
Er zijn tot op heden 18-19 soorten beschreven:
- Periophthalmus argentilineatus Valenciennes, 1837
- Periophthalmus barbarus Linnaeus, 1766
- Periophthalmus chrysospilos Bleeker, 1852
- Periophthalmus darwini Larson & Takita, 2004
- Periophthalmus gracilis Eggert, 1935
- Periophthalmus kalolo Lesson, 1831
- Periophthalmus magnuspinnatus Lee, Choi et Ryu, 1995
- Periophthalmus malaccensis Eggert, 1935
- Periophthalmus minutus Eggert, 1935
- Periophthalmus modestus Cantor, 1842
- Periophthalmus novaeguineaensis Eggert, 1935
- Periophthalmus novemradiatus (Hamilton, 1822)
- Periophthalmus pearsei Eggert, 1935
- Periophthalmus sobrinus Eggert, 1935
- Periophthalmus spilotus Murdy et Takita, 1999
- Periophthalmus variabilis Eggert, 1935
- Periophthalmus walailakae Darumas et Tantichodok, 2002
- Periophthalmus waltoni Koumans, 1941
- Periophthalmus weberi Eggert, 1935

## Afbeeldingen

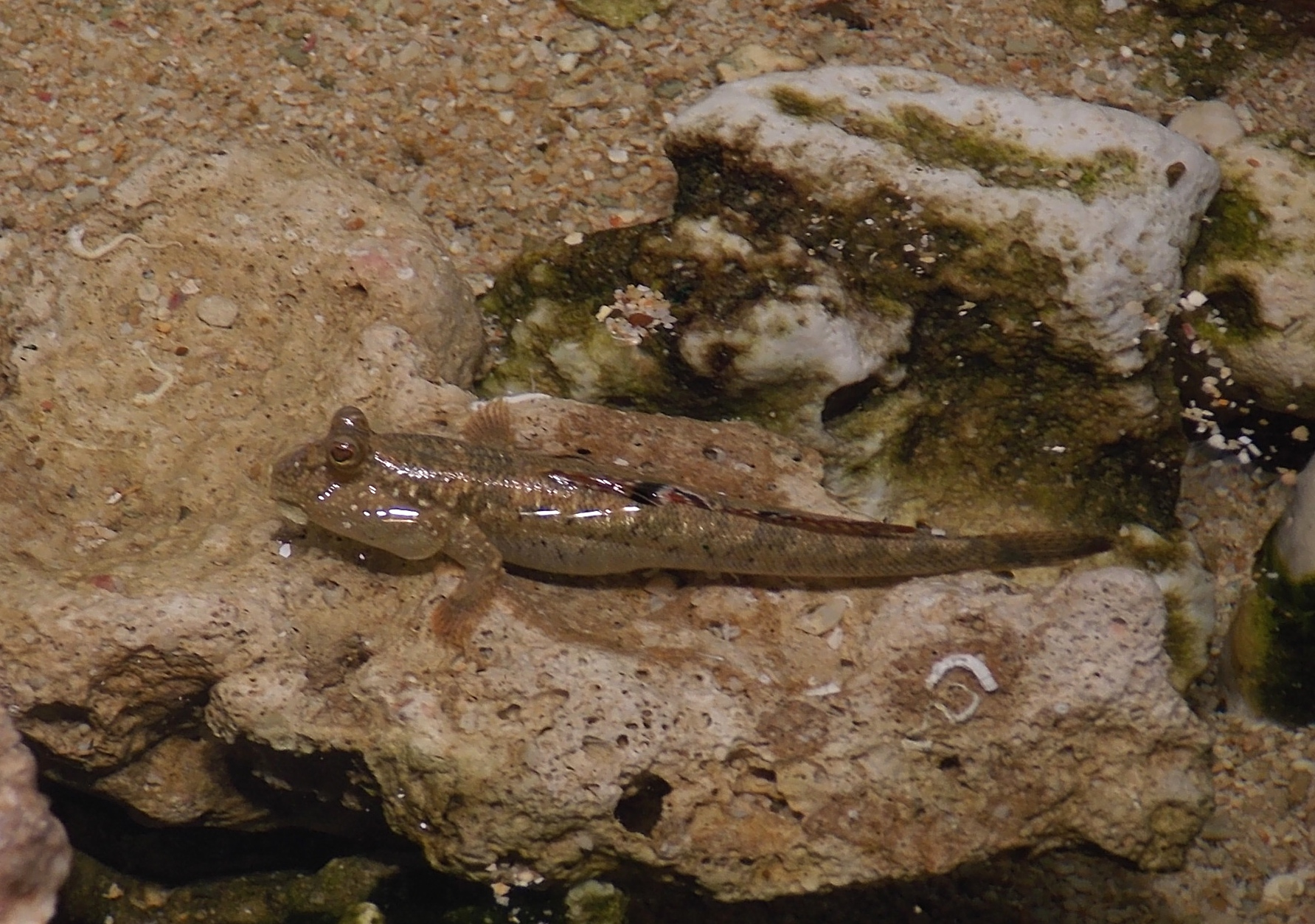
Periophthalmus argentilineatus
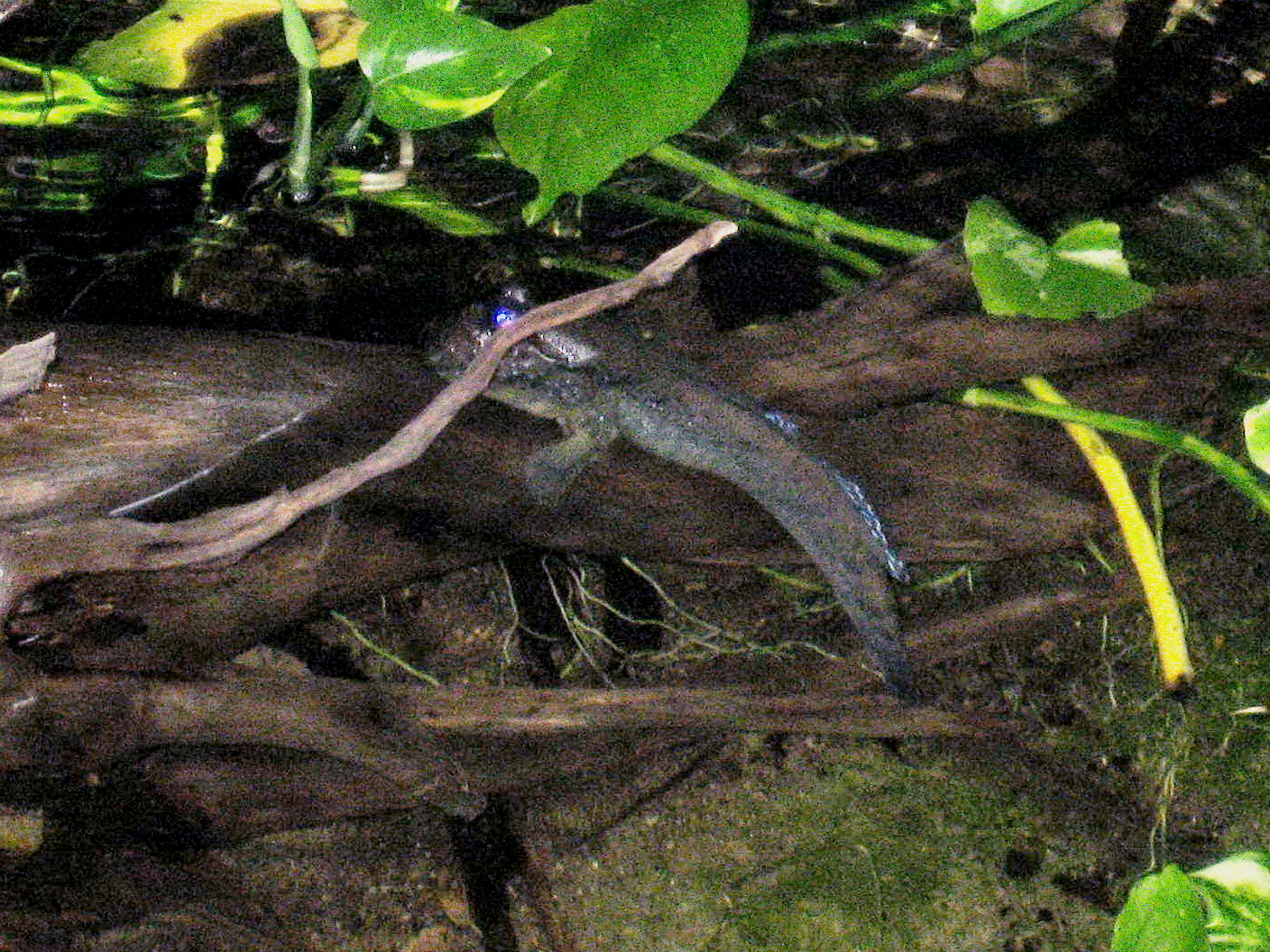
Periophthalmus barbarus
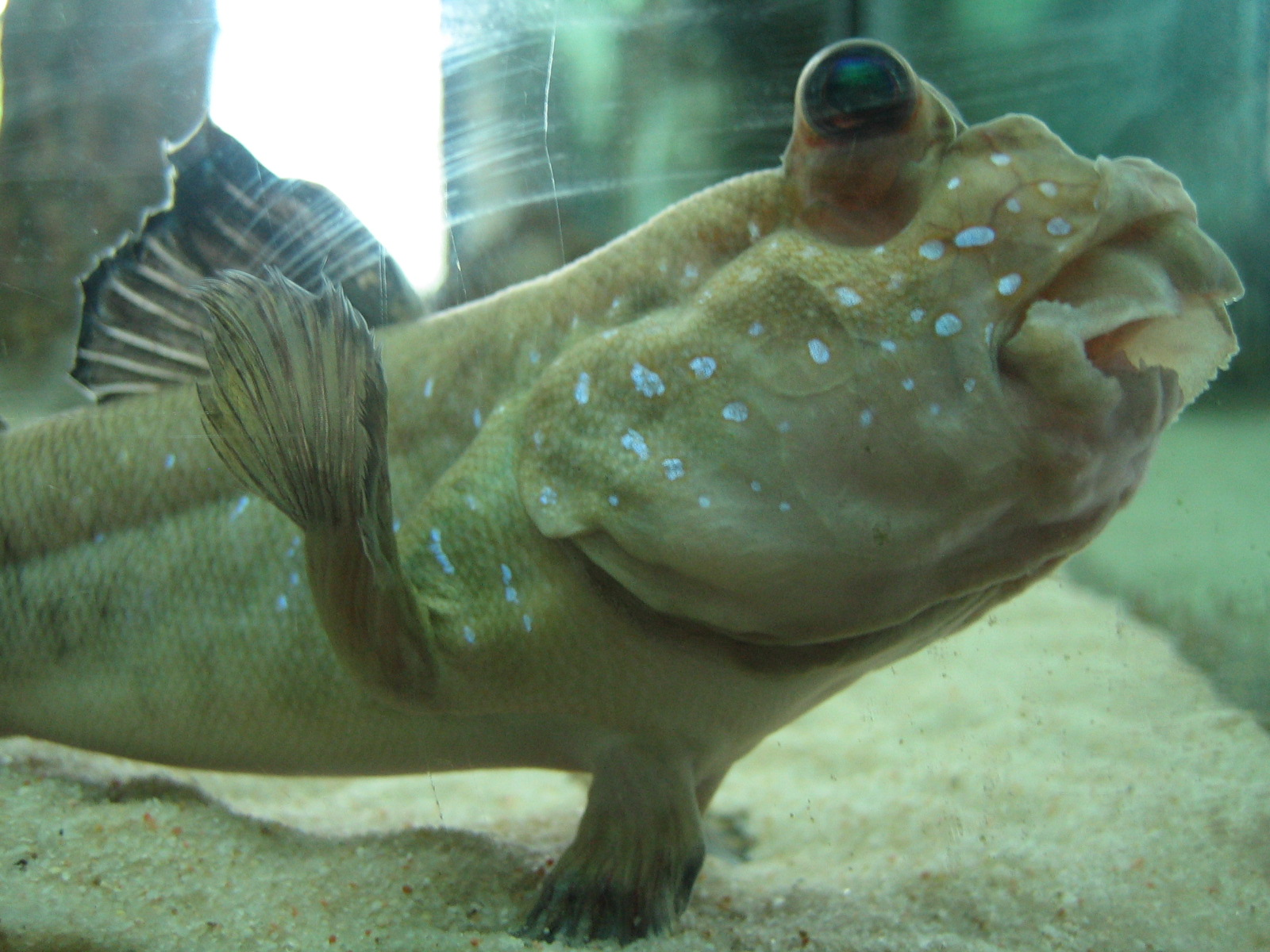
Periophthalmus sp.
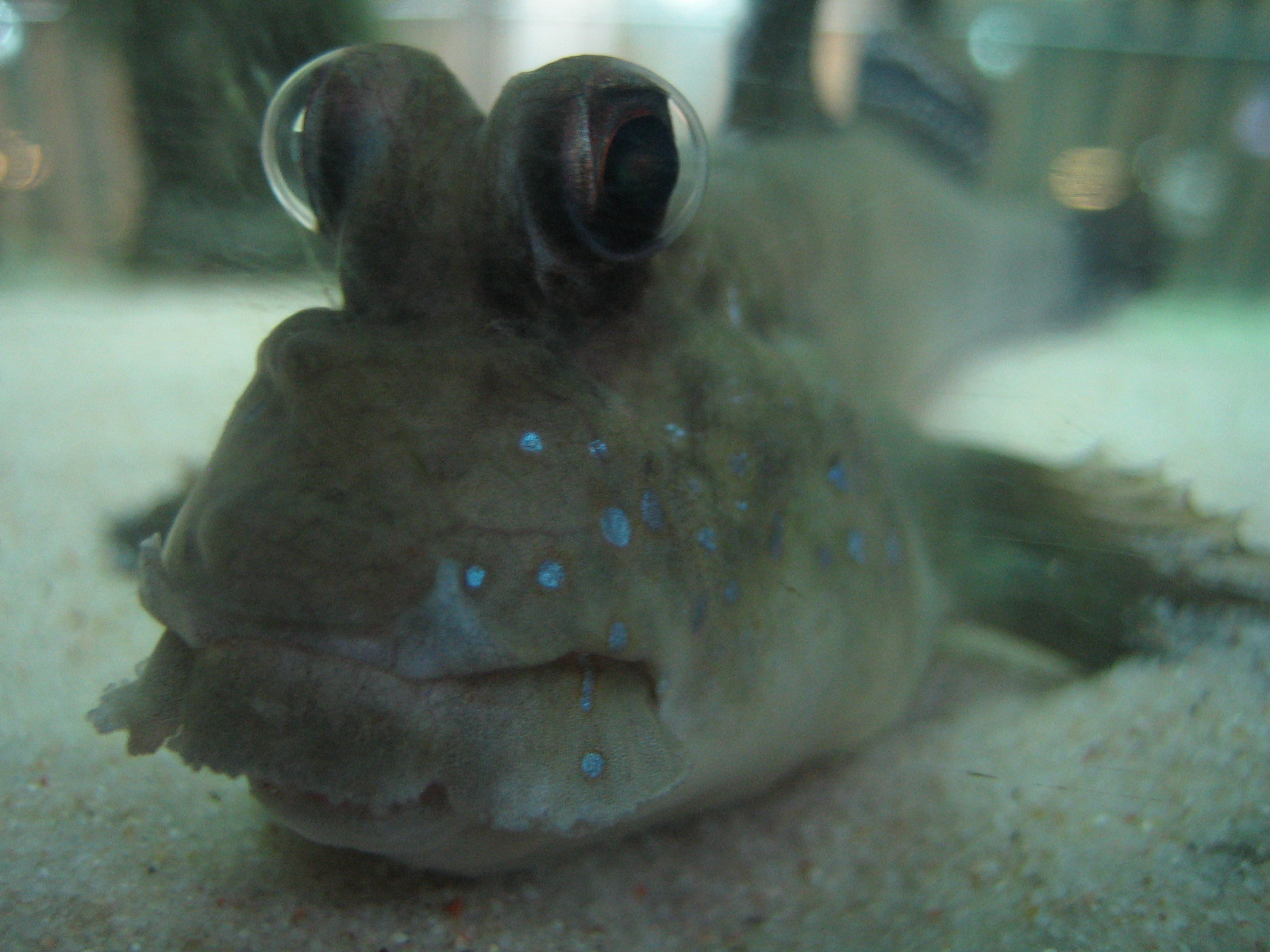
Periophthalmus sp.
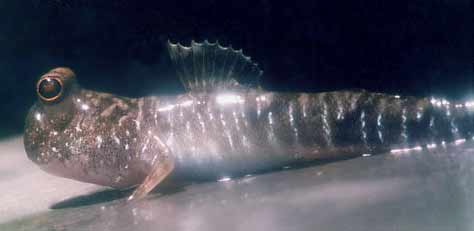
Periophthalmus gracilis
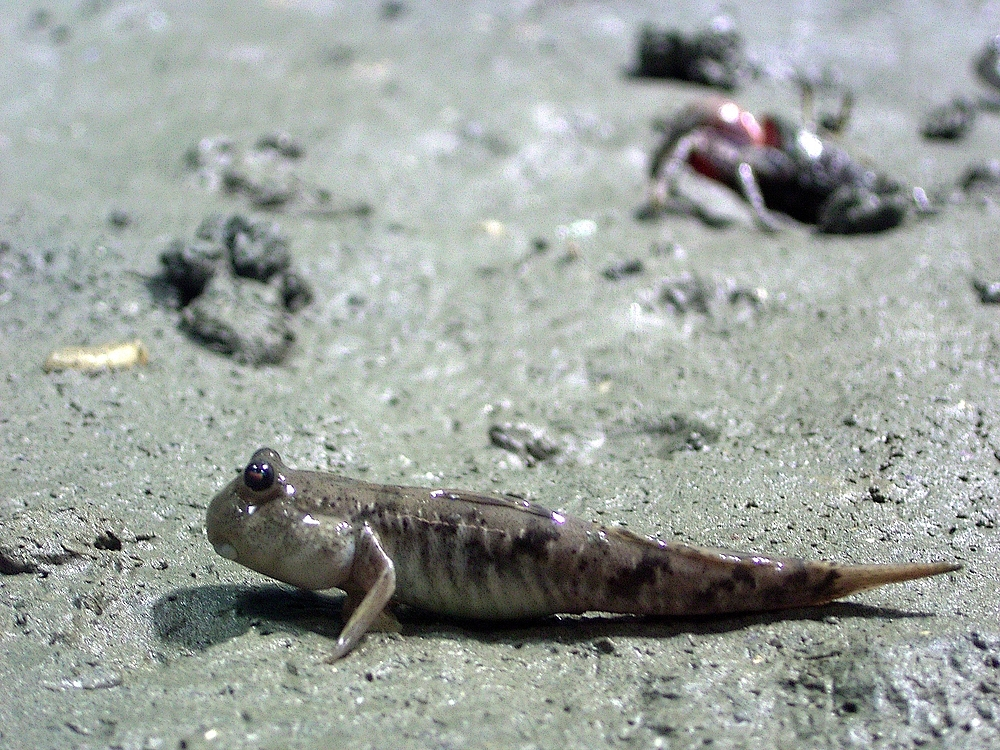
Periophthalmus modestus
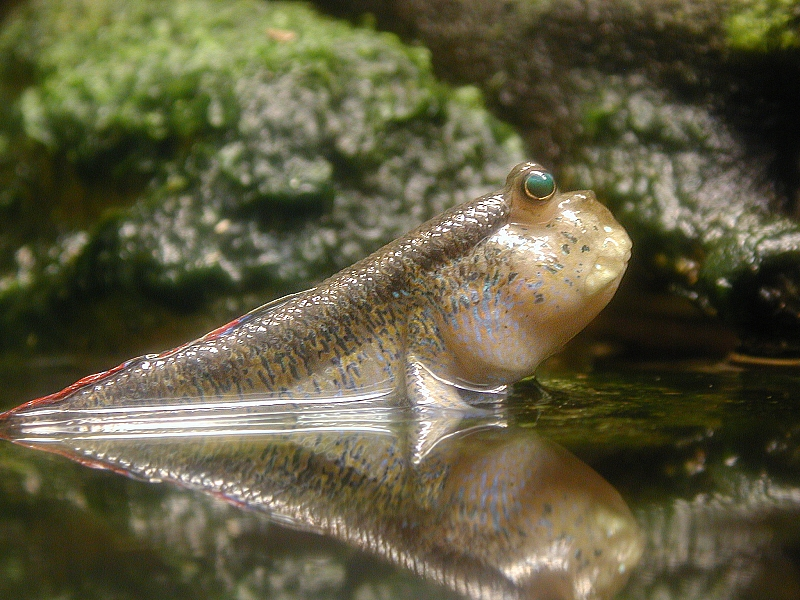
Periophthalmus sp.
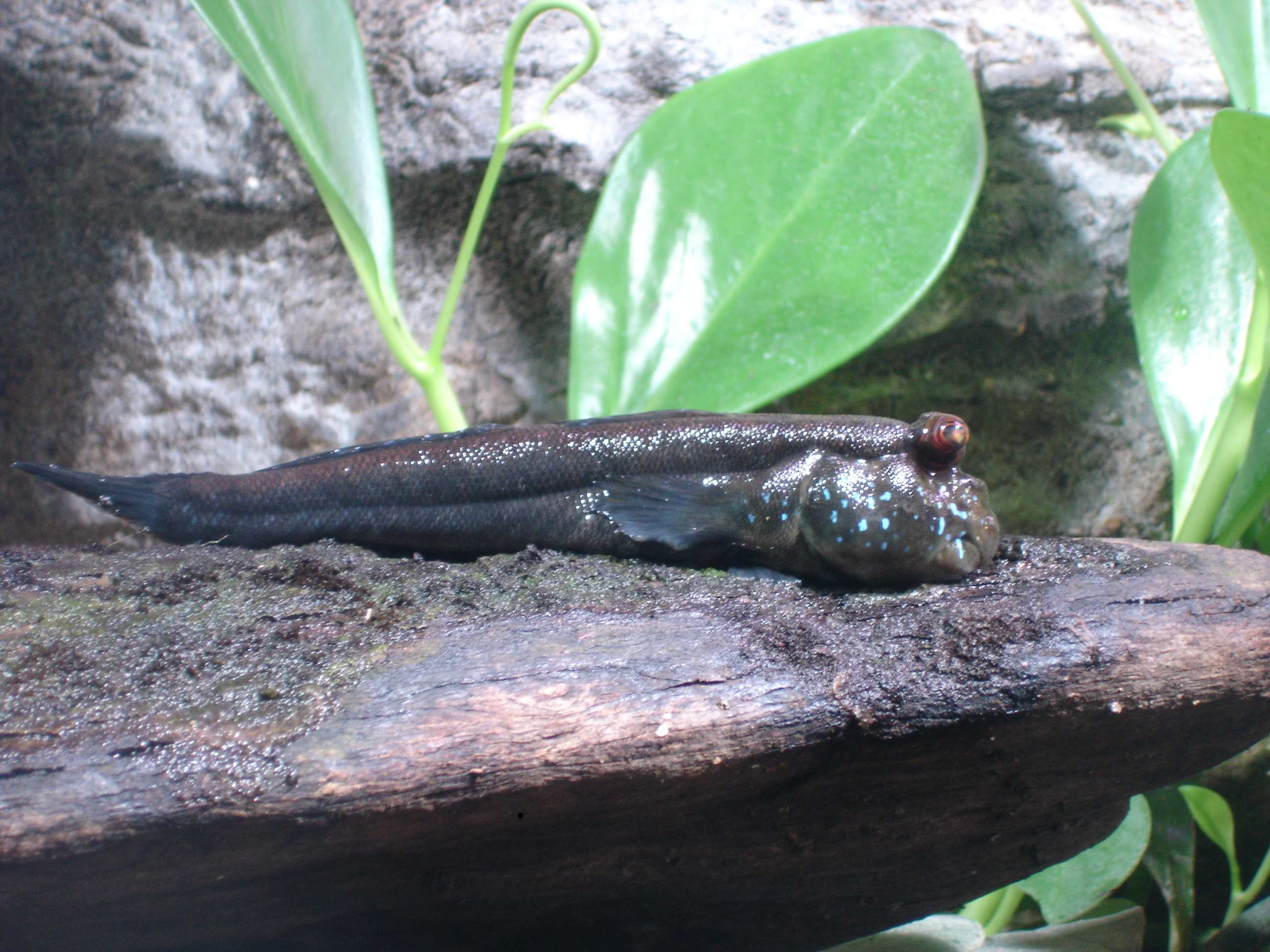
Periophthalmus sp.
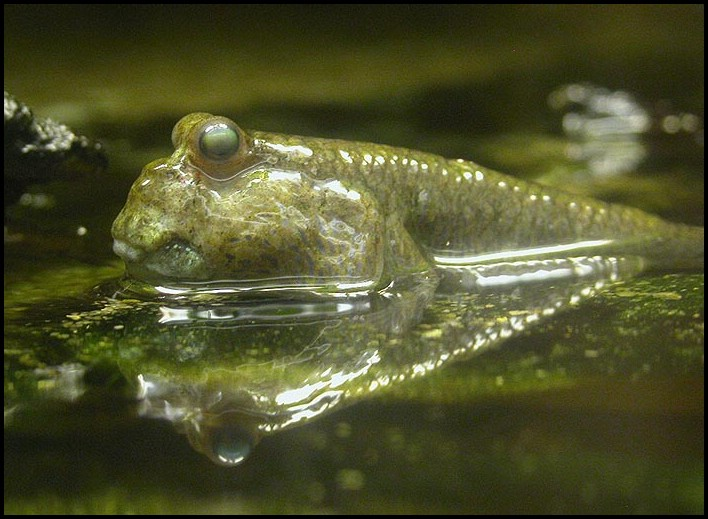
Periophthalmus sp.